# Regina Pallin
Regina Ottonie Pallin, född 8 september 1834, död 28 maj 1889 i Stockholm, var en svensk pedagog. Hon var biträdande föreståndare (under rektorn) vid Högre lärarinneseminariet i Stockholm 1864–1889. Stipendiefonden Regina Pallins Minne grundades till hennes ära 1884. 

## Biografi
Pallin hade gått i en flickpension i Karlstad, och därefter arbetat som guvernant. Hon studerade sedan vid Jane Miller Thengbergs Klosterskola. Hon var sedan ännu en tid aktiv som guvernant i Södermanland, innan hon 1864 anställdes som biträdande föreståndare vid Högre lärarinneseminariet vid sidan av Hilda Caselli. Hon behöll tjänsten fram till sin död. Hennes samarbete med Thenberg beskrivs som en underkastelse under dennas starka dominanta personlighet, men efter Thengbergs avgång 1868 ska hon ha blivit "den faktiskt styrande vid seminarium" och kombinerat Hilda Elfvings milda kamratlighet med Thengbergs effektivitet.
Regina Pallin beskrivs som medgörlig och något godtrogen "beroende på att hennes medkänsla för de lidande hindrade henne att genomskåda dem", men hon ska ha upprätthållit en hög och stabil standard på seminariet utan att göra några innovationer. Hon beröms för att ha behållit sitt allvar och ändå ha spridit trivsel omkring sig och det sades att "Hon hyste en moderlig ömhet för sina elever utan att för ett ögonblick förfalla till pjunk eller sentimentalitet."
Hon efterträddes som föreståndare av Hildur Djurberg.